# Yannick Baret
Yannick Baret (Rambervillers, 20 ottobre 1972) è un ex calciatore francese, di ruolo centrocampista.

## Carriera

### Club
Durante la sua carriera ha vestito i colori di Épinal, Monaco, Guingamp, Lorient e Lannion. Vanta 167 e 8 reti in Ligue 1 e una partita della Coppa UEFA 1996-1997: il 9 settembre del 1996 scende in campo contro la società italiana dell'Inter (0-3). Rimane svincolato nella stagione 2003-2004.

## Palmarès

### Club

#### Competizioni internazionali
- Coppa Intertoto UEFA: 1

Guingamp: 1996